# Liste du patrimoine immobilier classé de Liège/J-Z
Cette page regroupe une partie (J-Z) du patrimoine immobilier classé de la ville belge de Liège.
| Objet | Année de construction / Architecte | Adresse                                                              | Section communale          | Coordonnées                      | Numéro d’inventaire | Illustration                               |
| --- | ---------------------------------- | -------------------------------------------------------------------- | -------------------------- | -------------------------------- | ------------------- | ------------------------------------------ |
| Jardin botanique - Les serres dans leur entièreté, les façades et toitures de l'Institut de pharmacie, les façades et toitures de l'Institut de botanique et l'intérieur du laboratoire de botanique | 1841                               | Rue Louvrex/Rue Fusch                                                | Saint-Gilles               | 50° 38′ 08″ nord, 5° 33′ 43″ est | 62063-CLT-0188-01   | Jardin botanique                           |
| Jardin botanique | 1841                               | Rue Louvrex/Rue Fusch                                                | Saint-Gilles               | 50° 38′ 02″ nord, 5° 33′ 40″ est | 62063-CLT-0190-01   | Jardin botanique                           |
| Maison |                                    | Rue Agimont no 20                                                    | Saint-Laurent              | 50° 38′ 46″ nord, 5° 34′ 02″ est | 62063-CLT-0012-01   | Maison                                     |
| Maison |                                    | Rue Basse-Sauvenière, no 27                                          |                            | 50° 38′ 40″ nord, 5° 34′ 08″ est | 62063-CLT-0230-01   | Image manquanteTéléverser                  |
| Maison |                                    | Rue Raes-de-Heers, no 4                                              | Outremeuse                 | 50° 38′ 21″ nord, 5° 35′ 05″ est | 62063-CLT-0179-01   | Maison                                     |
| Maison |                                    | Rue Souverain-Pont, no 8                                             | Centre                     | 50° 38′ 41″ nord, 5° 34′ 28″ est | 62063-CLT-0150-01   | Maison                                     |
| Maison |                                    | Rue Fond Saint-Servais, no 18                                        | Pierreuse                  | 50° 38′ 48″ nord, 5° 34′ 10″ est | 62063-CLT-0241-01   | Maison                                     |
| Maison « A l'Anneau d'Or 1754 » - Façade et toiture |                                    | Rue Donceel no 10                                                    | Centre                     | 50° 38′ 33″ nord, 5° 34′ 27″ est | 62063-CLT-0263-01   | Maison A l'Anneau d'Or 1754                |
| Maison Au Croissant- Façades et toitures, y compris celles du petit bâtiment avec porte cochère; escalier, hourdis et murs de refend | 1780                               | Rue Sur-la-Fontaine, no 114                                          | Saint-Gilles               | 50° 38′ 24″ nord, 5° 34′ 04″ est | 62063-CLT-0114-01   | Maison                                     |
| Maison Au Moriane - Façade et versant de toiture |                                    | En Neuvice, no 55                                                    | Centre                     | 50° 38′ 41″ nord, 5° 34′ 39″ est | 62063-CLT-0342-01   | Maison Au Moriane                          |
| Maison Baar-Lecharlier - Façades, toitures et charpente | 1564 Jean Brictius                 | Place Saint-Denis, no 3                                              | Centre                     | 50° 38′ 37″ nord, 5° 34′ 27″ est | 62063-CLT-0219-01   | Maison Baar-Lecharlier                     |
| Maison Bacot | 1922 Clément Pirnay                | Rue Dartois, no 42                                                   | Guillemins                 | 50° 37′ 39″ nord, 5° 33′ 59″ est | 62063-CLT-0355-01   | Maison Bacot                               |
| Maison Comblen - Différentes parties |                                    | Rue des Augustins, no 33                                             | Avroy                      | 50° 38′ 07″ nord, 5° 33′ 56″ est | 62063-PEX-0020-02   | Maison Comblen                             |
| Maison Comblen - Totalité (intérieur et extérieur) et annexe (façade et toiture) |                                    | Rue des Augustins, no 33                                             | Avroy                      | 50° 38′ 07″ nord, 5° 33′ 56″ est | 62063-CLT-0128-01   | Maison Comblen                             |
| Maison De Francquen - Ensemble formé par cette maison et ses abords (S) |                                    | Rue Saint-Nicolas no 106A                                            | Burenville                 | 50° 38′ 06″ nord, 5° 32′ 46″ est | 62063-CLT-0045-01   | Maison De Francquen                        |
| Maison du docteur Janssens-Lycops |                                    | Rue du Jardin-Botanique, no 34                                       | Avroy                      | 50° 38′ 05″ nord, 5° 33′ 55″ est | 62063-CLT-0106-01   | Maison du docteur Janssens-Lycops          |
| Maison Havart |                                    | Quai de la Goffe, no 41                                              | Hors-Château               | 50° 38′ 43″ nord, 5° 34′ 46″ est | 62063-CLT-0108-01   | Maison Havart                              |
| Maison (Hôtel de Heeswyck)- Façade et toiture |                                    | Rue Sainte-Marguerite, nos 110-112-114                               | Sainte-Marguerite          | 50° 38′ 46″ nord, 5° 33′ 36″ est | 62063-CLT-0272-01   | Maison                                     |
| Maison Le Seigneur d'Amay | XVIe siècle                        | Rue d'Amay, no 12                                                    | Quartier latin (Carré)     | 50° 38′ 28″ nord, 5° 34′ 11″ est | 62063-CLT-0482-01   | Maison Au Seigneur d'Amay                  |
| Maison du Léopard - en ce compris : l'intégralité du bâtiment central, intérieur et extérieur ; l'intégralité de l'ancienne tourelle d'escalier, intérieur et extérieur ; l'intégralité du petit corps de logis, intérieur et extérieur, et les cloisons intérieures, la façade arrière, la charpente et les pignons de la partie du bâtiment vers Feronstrée. (M). Etablissement d'une zone de protection (ZP).                                         | 1473 ou 1505                       | à l'arrière de Féronstrée, no 11                                     | Hors-Château               | 50° 38′ 46″ nord, 5° 34′ 38″ est | 62063-CLT-0600-01   | Maison du Léopard                          |
| Maison Magis - Façade et toiture | 1902 Victor Rogister               | Rue Saint-Gilles, no 100                                             | Saint-Gilles               | 50° 38′ 19″ nord, 5° 33′ 51″ est | 62063-CLT-0161-01   | Maison Magis                               |
| Maison des Marêts |                                    | Rue des Mârets, nos 6-8                                              | Wandre                     | 50° 40′ 09″ nord, 5° 39′ 38″ est | 62063-CLT-0252-01   | Maison                                     |
| Maison des Marêts - Pignon en pan de bois de la maison |                                    | Rue des Mârets, nos 6-8                                              | Wandre                     | 50° 40′ 09″ nord, 5° 39′ 38″ est | 62063-PEX-0023-02   | Pignon en pan de bois                      |
| Maison Mozin - L'habitation sise rue de Campine no 402 à Liège, dite Maison Mozin, à l'exclusion des nouveaux équipements techniques des cuisines (principale et du studio) et des salles de bain (principale et du studio) (M). Etablissement d'une zone de protection (ZP). | 1957-1958 Jules Mozin              | Rue de Campine, no 402                                               | Sainte-Walburge            | 50° 39′ 18″ nord, 5° 34′ 09″ est | 62063-CLT-0598-01   | Maison Mozin                               |
| Maison portant l'enseigne Au paradis terrestre - Façade principale |                                    | Rue Gérardrie, no 25                                                 | Centre                     | 50° 38′ 39″ nord, 5° 34′ 27″ est | 62063-CLT-0197-01   | Maison                                     |
| Maison Piot - Façades et toitures, y compris la serre, à l'exclusion de l'annexe des communs à l'arrière; boiseries des portes et fenêtres tant intérieures qu'extérieures y compris la quincaillerie d'origine et les vitraux, ainsi que la rampe d'escalier; dallages d'origine en mosaïque; plafonds de la salle à manger et de la serre; cheminées de l'atrium, de la salle à manger et de l'ancien cabinet de travail au premier étage.             |                                    | Rue de Sélys, no 17                                                  | Guillemins                 | 50° 37′ 49″ nord, 5° 33′ 52″ est | 62063-CLT-0196-01   | Maison Piot                                |
| Maison Pirnay | 1911 Clément Pirnay                | Rue Dartois, no 44                                                   | Guillemins                 | 50° 37′ 39″ nord, 5° 33′ 59″ est | 62063-CLT-0355-01   | Maison Pirnay                              |
| Maison de la Presse - Façade et toitures (M) et ensemble formé par cet édifice, le jardin, la ruelle et la muraille (S) |                                    | Rue Haute-Sauvenière, no 19                                          |                            | 50° 38′ 42″ nord, 5° 34′ 11″ est | 62063-CLT-0121-01   | Maison de la Presse                        |
| Maison (Théâtre Proscenium) - Façade à rue et toiture |                                    | Rue Souverain-Pont, no 28                                            | Centre                     | 50° 38′ 39″ nord, 5° 34′ 29″ est | 62063-CLT-0325-01   | Maison                                     |
| Maison Rassenfosse | 1898 Paul Jaspar                   | Rue Saint-Gilles, no 366                                             | Saint-Gilles               | 50° 38′ 08″ nord, 5° 33′ 24″ est | 62063-CLT-0426-01   | Image manquanteTéléverser                  |
| Maison des Récollets - Façade principale et retour sur la rue des Récollets, toitures et cage d'escalier du XVIIIe siècle |                                    | Rue Fosse-aux-Raines, no 12                                          | Outremeuse                 | 50° 38′ 28″ nord, 5° 35′ 02″ est | 62063-CLT-0159-01   | Maison des Récollets                       |
| Maison (immeuble Tchantchès) |                                    | Rue Grande-Bêche no 35                                               | Outremeuse                 | 50° 38′ 26″ nord, 5° 34′ 51″ est | 62063-CLT-0322-01   | Taverne Tchantchès & Nanesse               |
| Maison, dite Hôtel Vander Maesen - Les deux façades à rue et la totalité de la toiture |                                    | à l'angle de Féronstrée, nos 137-139 et place Saint-Barthélemy, no 3 | Hors-Château               | 50° 38′ 51″ nord, 5° 34′ 56″ est | 62063-CLT-0158-01   | Hôtel Vander Maesen                        |
| Maison Van der Schrick - les façades et toitures ; les structures portantes dont les dalles de béton du rez-de-chaussée et du deuxième étage (correspondant à la toiture d'origine avec citerne d'eau de pluie) ; le hall d'entrée avec son sol en mosaïque et ses menuiseries pourvues de verre martelé ; les menuiseries intérieures (lambris, portes, armoire monte-plats) ainsi que la cage d'escalier ; le garage et les murs de clôture du jardin. | 1906 Paul Jaspar                   | Rue du Vieux Mayeur, no 38                                           | Guillemins                 | 50° 37′ 16″ nord, 5° 34′ 21″ est | 62063-CLT-0626-01   | Maison Van der Schrick                     |
| Maison vicariale à Jupille-sur-Meuse |                                    | Angle des rues de l'Eglise et Piedboeuf                              | Jupille                    | 50° 38′ 49″ nord, 5° 37′ 58″ est | 62063-CLT-0356-01   | Image manquanteTéléverser                  |
| Maison du XVIe siècle |                                    | Rue d'Amay, no 10                                                    | Quartier latin (Carré)     | 50° 38′ 28″ nord, 5° 34′ 11″ est | 62063-CLT-0067-01   | Maison                                     |
| Maison natale d'Eugène Ysaÿe - Façade et toiture |                                    | Rue Sainte-Marguerite, no 231                                        | Sainte-Marguerite          | 50° 38′ 50″ nord, 5° 33′ 19″ est | 62063-CLT-0372-01   | Image manquanteTéléverser                  |
| Maison sise derrière le no 6 de la rue Saint-Paul - Façade et toiture |                                    | Rue Saint-Paul, no 6                                                 | Quartier latin             | 50° 38′ 25″ nord, 5° 34′ 20″ est | 62063-CLT-0324-01   | Maison                                     |
| Maison - Façades et toitures |                                    | Rue Agimont, no 22                                                   | Saint-Laurent              | 50° 38′ 46″ nord, 5° 34′ 01″ est | 62063-CLT-0340-01   | Maison                                     |
| Maison - Façades et toitures |                                    | Rue Agimont, no 26                                                   | Saint-Laurent              | 50° 38′ 47″ nord, 5° 33′ 59″ est | 62063-CLT-0261-01   | Maison                                     |
| Maison - Façade avant et toiture |                                    | Rue des Anglais, no 34                                               | Pierreuse                  | 50° 38′ 50″ nord, 5° 34′ 08″ est | 62063-CLT-0182-01   | Maison                                     |
| Maison - Façade et toiture |                                    | Bergerue, no 4                                                       | Quartier latin (Carré)     | 50° 38′ 33″ nord, 5° 34′ 10″ est | 62063-CLT-0142-01   | Maison                                     |
| Maison - Façades, toiture et la cage d'escalier métallique du corps de logis du XVIIe siècle remanié au XIXe siècle (M) et le tilleul qui orne la cour (S) |                                    | Rue Bonne Fortune, no 9                                              | Quartier latin             | 50° 38′ 23″ nord, 5° 34′ 21″ est | 62063-CLT-0293-01   | Maison                                     |
| Maison - Façade vers le jardin, toitures, peintures murales du rez-de-chaussée, boiseries du XVIIIe siècle, escalier |                                    | Montagne de Bueren, no 41                                            | Hors-Château               | 50° 38′ 55″ nord, 5° 34′ 36″ est | 62063-CLT-0234-01   | Image manquanteTéléverser                  |
| Maison - Façades principale et latérale et toitures |                                    | Chéravoie, no 11                                                     | Centre                     | 50° 38′ 34″ nord, 5° 34′ 36″ est | 62063-CLT-0097-01   | Maison                                     |
| Maison - Façade à rue et toitures |                                    | Rue de Chestret, nos 1-3                                             | Guillemins                 | 50° 37′ 47″ nord, 5° 33′ 54″ est | 62063-CLT-0520-01   | Maison                                     |
| Maison - Façade et toitures |                                    | Rue de Chèvremont, no 55                                             | Chênée                     | 50° 36′ 45″ nord, 5° 37′ 20″ est | 62063-CLT-0162-01   | Image manquanteTéléverser                  |
| Maison - Façade à rue et toitures |                                    | Rue Dartois, no 1                                                    | Guillemins                 | 50° 37′ 44″ nord, 5° 33′ 58″ est | 62063-CLT-0521-01   | Maison                                     |
| Maison - Façade à rue et toitures |                                    | Rue Dartois, no 2                                                    | Guillemins                 | 50° 37′ 44″ nord, 5° 33′ 57″ est | 62063-CLT-0522-01   | Maison                                     |
| Maison - Façades et toitures |                                    | Rue Eugène Ysaÿe, no 14                                              | Quartier latin             | 50° 38′ 09″ nord, 5° 34′ 13″ est | 62063-CLT-0486-01   | Image manquanteTéléverser                  |
| Maison - Façade à rue et toitures |                                    | Rue Fabry, no 44                                                     | Guillemins                 | 50° 37′ 48″ nord, 5° 33′ 56″ est | 62063-CLT-0523-01   | Maison                                     |
| Maison - Façade et toiture |                                    | Féronstrée, no 12                                                    | Hors-Château               | 50° 38′ 45″ nord, 5° 34′ 39″ est | 62063-CLT-0155-01   | Maison                                     |
| Maison - Façade, toiture et escalier du XVIIIe siècle |                                    | Féronstrée, no 159                                                   | Hors-Château               | 50° 38′ 52″ nord, 5° 35′ 04″ est | 62063-CLT-0131-01   | Image manquanteTéléverser                  |
| Maison - Façades, toitures, cour |                                    | Rue Fond Saint-Servais, no 12                                        | Pierreuse                  | 50° 38′ 48″ nord, 5° 34′ 12″ est | 62063-CLT-0148-01   | Maison                                     |
| Maison - Façade, toiture et charpente |                                    | Rue Fond Saint-Servais, no 20                                        | Pierreuse                  | 50° 38′ 48″ nord, 5° 34′ 10″ est | 62063-CLT-0139-01   | Maison                                     |
| Maison - Façade avant |                                    | Rue Fond Saint-Servais, no 24                                        | Pierreuse                  | 50° 38′ 48″ nord, 5° 34′ 09″ est | 62063-CLT-0284-01   | Maison                                     |
| Maison - Façade avant et totalité des toitures) |                                    | Rue Georges Thone, nos 14-16                                         | Outremeuse                 | 50° 38′ 38″ nord, 5° 34′ 54″ est | 62063-CLT-0125-01   | Maison                                     |
| Maison - Façades et toitures |                                    | Rue de la Goffe, no 20                                               | Hors-Château               | 50° 38′ 42″ nord, 5° 34′ 41″ est | 62063-CLT-0227-01   | Maison                                     |
| Maison - Façade principale et toiture |                                    | Rue Hocheporte, no 3                                                 | Saint-Laurent              | 50° 38′ 45″ nord, 5° 33′ 57″ est | 62063-CLT-0111-01   | Maison                                     |
| Maison - Façade et toiture |                                    | Rue Hocheporte, no 9                                                 | Saint-Laurent              | 50° 38′ 45″ nord, 5° 33′ 56″ est | 62063-CLT-0265-01   | Maison                                     |
| Maison - Façades, toitures, cage d'escalier à galerie à l'arrière, cheminées de stuc, plafonds décorés des pièces à rue |                                    | Rue Hocheporte, no 11                                                | Saint-Laurent              | 50° 38′ 46″ nord, 5° 33′ 56″ est | 62063-CLT-0140-01   | Maison                                     |
| Maison - Façades avant et arrière, toiture, annexe perpendiculaire à la façade arrière, cour et petite construction basse à l'arrière; à l'intérieur: cage d'escalier avec les murs en colombage, pavement du hall, portes en chêne, cheminées en stuc dont une au manteau de bois et de fonte, voussettes du 2e étage et cave |                                    | Rue Hocheporte, no 18                                                | Saint-Laurent              | 50° 38′ 47″ nord, 5° 33′ 56″ est | 62063-CLT-0144-01   | Maison                                     |
| Maison - Façade et toiture |                                    | Rue Hocheporte, no 24                                                | Saint-Laurent              | 50° 38′ 47″ nord, 5° 33′ 55″ est | 62063-CLT-0267-01   | Maison                                     |
| Maison - Façade, toitures, escaliers du XVIIIe siècle |                                    | Rue Hocheporte, no 25                                                | Saint-Laurent              | 50° 38′ 47″ nord, 5° 33′ 55″ est | 62063-CLT-0134-01   | Maison                                     |
| Maison - Salon du rez-de-chaussée |                                    | Rue Hors-Château, no 108                                             | Hors-Château               | 50° 38′ 51″ nord, 5° 34′ 51″ est | 62063-CLT-0113-01   | Maison                                     |
| Maison - Façade à rue et toitures |                                    | Place Joseph de Bronckart, no 1                                      | Guillemins                 | 50° 37′ 47″ nord, 5° 33′ 56″ est | 62063-CLT-0249-01   | Maison                                     |
| Maison - Façade à rue et toitures |                                    | Place Joseph de Bronckart, no 2                                      | Guillemins                 | 50° 37′ 47″ nord, 5° 33′ 56″ est | 62063-CLT-0507-01   | Maison                                     |
| Maison - Façade à rue et toitures |                                    | Place Joseph de Bronckart, no 3                                      | Guillemins                 | 50° 37′ 48″ nord, 5° 33′ 58″ est | 62063-CLT-0494-01   | Maison                                     |
| Maison - Façade à rue et toitures |                                    | Place Joseph de Bronckart, no 4                                      | Guillemins                 | 50° 37′ 47″ nord, 5° 33′ 55″ est | 62063-CLT-0508-01   | Maison                                     |
| Maison - Façade à rue et toitures |                                    | Place Joseph de Bronckart, no 5                                      | Guillemins                 | 50° 37′ 48″ nord, 5° 33′ 58″ est | 62063-CLT-0495-01   | Maison                                     |
| Maison - Façade à rue et toitures |                                    | Place Joseph de Bronckart, no 6                                      | Guillemins                 | 50° 37′ 47″ nord, 5° 33′ 55″ est | 62063-CLT-0509-01   | Maison                                     |
| Maison - Façade à rue et toitures |                                    | Place Joseph de Bronckart, no 7                                      | Guillemins                 | 50° 37′ 47″ nord, 5° 33′ 59″ est | 62063-CLT-0496-01   | Maison                                     |
| Maison - Façade à rue et toitures |                                    | Place Joseph de Bronckart, no 8                                      | Guillemins                 | 50° 37′ 47″ nord, 5° 33′ 54″ est | 62063-CLT-0510-01   | Maison                                     |
| Maison - Façade à rue et toitures |                                    | Place Joseph de Bronckart, no 9                                      | Guillemins                 | 50° 37′ 47″ nord, 5° 33′ 59″ est | 62063-CLT-0497-01   | Maison                                     |
| Maison - Façade à rue et toitures |                                    | Place Joseph de Bronckart, no 10                                     | Guillemins                 | 50° 37′ 46″ nord, 5° 33′ 54″ est | 62063-CLT-0511-01   | Maison                                     |
| Maison - Façade à rue et toitures |                                    | Place Joseph de Bronckart, no 11                                     | Guillemins                 | 50° 37′ 47″ nord, 5° 33′ 59″ est | 62063-CLT-0498-01   | Maison                                     |
| Maison - Façade à rue et toitures |                                    | Place Joseph de Bronckart, no 12                                     | Guillemins                 | 50° 37′ 46″ nord, 5° 33′ 54″ est | 62063-CLT-0512-01   | Maison                                     |
| Maison - Façade à rue et toitures |                                    | Place Joseph de Bronckart, no 13                                     | Guillemins                 | 50° 37′ 46″ nord, 5° 33′ 59″ est | 62063-CLT-0499-01   | Maison                                     |
| Maison - Façade à rue et toitures |                                    | Place Joseph de Bronckart, no 14                                     | Guillemins                 | 50° 37′ 46″ nord, 5° 33′ 55″ est | 62063-CLT-0513-01   | Maison                                     |
| Maison - Façade à rue et toitures |                                    | Place Joseph de Bronckart, no 15                                     | Guillemins                 | 50° 37′ 46″ nord, 5° 33′ 59″ est | 62063-CLT-0500-01   | Maison                                     |
| Maison - Façade à rue et toitures |                                    | Place Joseph de Bronckart, no 16                                     | Guillemins                 | 50° 37′ 45″ nord, 5° 33′ 55″ est | 62063-CLT-0514-01   | Maison                                     |
| Maison - Façade à rue et toitures |                                    | Place Joseph de Bronckart, no 17                                     | Guillemins                 | 50° 37′ 46″ nord, 5° 34′ 00″ est | 62063-CLT-0501-01   | Maison                                     |
| Maison - Façade à rue et toitures |                                    | Place Joseph de Bronckart, no 18                                     | Guillemins                 | 50° 37′ 45″ nord, 5° 33′ 55″ est | 62063-CLT-0515-01   | Maison                                     |
| Maison - Façade à rue et toitures |                                    | Place Joseph de Bronckart, no 19                                     | Guillemins                 | 50° 37′ 46″ nord, 5° 34′ 00″ est | 62063-CLT-0502-01   | Maison                                     |
| Maison - Façade à rue et toitures |                                    | Place Joseph de Bronckart, no 20                                     | Guillemins                 | 50° 37′ 45″ nord, 5° 33′ 55″ est | 62063-CLT-0516-01   | Maison                                     |
| Maison - Façade à rue et toitures |                                    | Place Joseph de Bronckart, no 21                                     | Guillemins                 | 50° 37′ 45″ nord, 5° 33′ 59″ est | 62063-CLT-0503-01   | Maison                                     |
| Maison - Façade à rue et toitures |                                    | Place Joseph de Bronckart, no 22                                     | Guillemins                 | 50° 37′ 44″ nord, 5° 33′ 56″ est | 62063-CLT-0517-01   | Maison                                     |
| Maison - Façade à rue et toitures |                                    | Place Joseph de Bronckart, no 23                                     | Guillemins                 | 50° 37′ 45″ nord, 5° 33′ 59″ est | 62063-CLT-0504-01   | Maison                                     |
| Maison - Façade à rue et toitures |                                    | Place Joseph de Bronckart, no 24                                     | Guillemins                 | 50° 37′ 44″ nord, 5° 33′ 56″ est | 62063-CLT-0518-01   | Maison                                     |
| Maison - Façade à rue et toitures |                                    | Place Joseph de Bronckart, no 25                                     | Guillemins                 | 50° 37′ 45″ nord, 5° 33′ 59″ est | 62063-CLT-0505-01   | Maison                                     |
| Maison - Façade à rue et toitures |                                    | Place Joseph de Bronckart, no 26                                     | Guillemins                 | 50° 37′ 44″ nord, 5° 33′ 57″ est | 62063-CLT-0519-01   | Maison                                     |
| Maison - Façade à rue et toitures |                                    | Place Joseph de Bronckart, no 27                                     | Guillemins                 | 50° 37′ 45″ nord, 5° 33′ 58″ est | 62063-CLT-0506-01   | Maison                                     |
| Maison - Façades et toitures |                                    | Rue des Mineurs, no 25                                               | Hors-Château               | 50° 38′ 47″ nord, 5° 34′ 34″ est | 62063-CLT-0153-01   | Maison                                     |
| Maison - Façades, toitures, cage d'escalier |                                    | Rue des Mineurs, nos 29-31                                           | Hors-Château               | 50° 38′ 47″ nord, 5° 34′ 34″ est | 62063-CLT-0122-01   | Maison                                     |
| Maison - Façade à rue et toiture |                                    | Rue du Mont-de-Piété, nos 3-5                                        | Hors-Château               | 50° 38′ 50″ nord, 5° 35′ 04″ est | 62063-CLT-0166-01   | Maison                                     |
| Maison - Façade principale et toiture de la maison d'habitation située à l'arrière du no 5 de la rue du Mont-de-Piété et parallèle à la maison à rue |                                    | Rue du Mont-de-Piété, no 5                                           | Hors-Château               | 50° 38′ 50″ nord, 5° 35′ 04″ est | 62063-CLT-0168-01   | Maison                                     |
| Maison - Façade à rue et toitures |                                    | Rue du Mont-de-Piété, no 7                                           | Hors-Château               | 50° 38′ 50″ nord, 5° 35′ 04″ est | 62063-CLT-0487-01   | Maison                                     |
| Maison - Façade à rue et toitures |                                    | Rue du Mont-de-Piété, no 9                                           | Hors-Château               | 50° 38′ 50″ nord, 5° 35′ 04″ est | 62063-CLT-0488-01   | Maison                                     |
| Maison - Façade à rue et toiture |                                    | Rue du Mont-de-Piété, no 11                                          | Hors-Château               | 50° 38′ 50″ nord, 5° 35′ 04″ est | 62063-CLT-0489-01   | Maison                                     |
| Maison - Façade à rue et toiture |                                    | Rue du Mont-de-Piété, no 13                                          | Hors-Château               | 50° 38′ 50″ nord, 5° 35′ 04″ est | 62063-CLT-0490-01   | Maison                                     |
| Maison - Façade à rue et toiture |                                    | Rue du Mont-de-Piété, no 15                                          | Hors-Château               | 50° 38′ 50″ nord, 5° 35′ 04″ est | 62063-CLT-0491-01   | Maison                                     |
| Maison - Façade à rue et toiture |                                    | Rue du Mont-de-Piété, no 17                                          | Hors-Château               | 50° 38′ 50″ nord, 5° 35′ 04″ est | 62063-CLT-0492-01   | Maison                                     |
| Maison - Façade à rue et toiture |                                    | Rue du Mont-de-Piété, no 19                                          | Hors-Château               | 50° 38′ 49″ nord, 5° 35′ 04″ est | 62063-CLT-0493-01   | Maison                                     |
| Maison - Façades et toitures |                                    | Mont Saint-Martin, derrière le no 26                                 | Saint-Laurent              | 50° 38′ 42″ nord, 5° 34′ 01″ est | 62063-CLT-0120-01   | Maison                                     |
| Maison - Façade avant et toiture |                                    | Rue du Palais, no 1                                                  | Pierreuse                  | 50° 38′ 47″ nord, 5° 34′ 34″ est | 62063-CLT-0109-01   | Maison                                     |
| Maison - Façade et toiture |                                    | Rue du Palais, no 8                                                  | Pierreuse                  | 50° 38′ 48″ nord, 5° 34′ 33″ est | 62063-CLT-0262-01   | Maison                                     |
| Maison - Façade et toiture |                                    | Rue du Palais, no 18                                                 | Pierreuse                  | 50° 38′ 48″ nord, 5° 34′ 32″ est | 62063-CLT-0260-01   | Maison                                     |
| Maison - Façades et toitures |                                    | Rue du Palais, no 44                                                 | Pierreuse                  | 50° 38′ 48″ nord, 5° 34′ 29″ est | 62063-CLT-0264-01   | Maison                                     |
| Maison - Façade et toiture |                                    | Rue du Palais, no 56                                                 | Pierreuse                  | 50° 38′ 48″ nord, 5° 34′ 28″ est | 62063-CLT-0266-01   | Maison                                     |
| Maison - Façades et toitures |                                    | Boulevard Piercot, no 40                                             | Les Terrasses              | 50° 38′ 09″ nord, 5° 34′ 13″ est | 62063-CLT-0147-01   | Maison                                     |
| Maison - Façades et toitures |                                    | Boulevard Piercot, no 42                                             | Les Terrasses              | 50° 38′ 09″ nord, 5° 34′ 11″ est | 62063-CLT-0483-01   | Maison                                     |
| Maison - Façades et toitures |                                    | Boulevard Piercot, no 44                                             | Les Terrasses              | 50° 38′ 09″ nord, 5° 34′ 11″ est | 62063-CLT-0484-01   | Maison                                     |
| Maison - Façades et toitures |                                    | Boulevard Piercot, no 46                                             | Les Terrasses              | 50° 38′ 09″ nord, 5° 34′ 10″ est | 62063-CLT-0485-01   | Maison                                     |
| Maison - Façades et toiture |                                    | Rue Pierreuse, no 7                                                  | Pierreuse                  | 50° 38′ 48″ nord, 5° 34′ 24″ est | 62063-CLT-0244-01   | Maison                                     |
| Maison - Compris la cave médiévale |                                    | Rue Pierreuse, nos 8-10-12                                           | Pierreuse                  | 50° 38′ 48″ nord, 5° 34′ 25″ est | 62063-CLT-0368-01   | Maison                                     |
| Maison - Façade et toiture |                                    | Rue Pont d'Île, no 51                                                | Quartier latin             | 50° 38′ 32″ nord, 5° 34′ 16″ est | 62063-CLT-0328-01   | Maison                                     |
| Maison - Façade avant et toiture, ainsi que le pignon du XVIIe siècle, sis Rue des Récollets |                                    | Rue Puits-en-Sock, no 23                                             | Outremeuse                 | 50° 38′ 27″ nord, 5° 34′ 58″ est | 62063-CLT-0307-01   | Maison                                     |
| Maison - Façades et toiture |                                    | Rue Puits-en-Sock, no 29                                             | Outremeuse                 | 50° 38′ 27″ nord, 5° 34′ 59″ est | 62063-CLT-0416-01   | Maison                                     |
| Maison - Façade avant et toiture la surplombant |                                    | Rue Regnier Poncelet, no 6                                           | Saint-Léonard              | 50° 38′ 56″ nord, 5° 35′ 08″ est | 62063-CLT-0143-01   | Image manquanteTéléverser                  |
| Maison - Façade et toiture |                                    | Rue de la Rose, no 18                                                | Hors-Château               | 50° 38′ 48″ nord, 5° 34′ 41″ est | 62063-CLT-0157-01   | Maison                                     |
| Maison - Façade à rue et toitures |                                    | Rue de Rotterdam, no 54                                              | Guillemins                 | 50° 37′ 48″ nord, 5° 33′ 58″ est | 62063-CLT-0524-01   | Maison                                     |
| Maison - Façade principale |                                    | Rue Saint-Laurent, no 66                                             | Saint-Laurent              | 50° 38′ 34″ nord, 5° 33′ 36″ est | 62063-CLT-0186-01   | Maison                                     |
| Maison - Tour et trois façades sous celle-ci, toitures : partie (M) et les abords immédiats et une partie du mur d'enceinte (S) |                                    | Rue Saint-Laurent, no 111                                            | Saint-Laurent              | 50° 38′ 22″ nord, 5° 33′ 27″ est | 62063-CLT-0127-01   | Image manquanteTéléverser                  |
| Maison - Façade, façade de retour d'angle vers la rue Bonne Fortune, toitures |                                    | Rue Saint-Paul, no 8                                                 | Quartier latin             | 50° 38′ 24″ nord, 5° 34′ 22″ est | 62063-CLT-0315-01   | Maison                                     |
| Maison - Façade avant et son pan de toiture |                                    | Place Saint-Pholien, no 10                                           | Outremeuse                 | 50° 38′ 34″ nord, 5° 34′ 48″ est | 62063-CLT-0104-01   | Maison                                     |
| Maison - Façades et toitures |                                    | Rue Saint-Séverin, no 76                                             | Saint-Laurent              | 50° 38′ 45″ nord, 5° 33′ 55″ est | 62063-CLT-0160-01   | Image manquanteTéléverser                  |
| Maison - Façades et toiture |                                    | Rue Saint-Séverin, no 102                                            | Saint-Laurent              | 50° 38′ 44″ nord, 5° 33′ 53″ est | 62063-CLT-0304-01   | Maison                                     |
| Maison - Façade et toiture |                                    | Rue Saint-Thomas, no 18                                              | Hors-Château               | 50° 38′ 53″ nord, 5° 35′ 02″ est | 62063-CLT-0256-01   | Maison                                     |
| Maison - Façade et toiture |                                    | Rue Saint-Thomas, no 28                                              | Hors-Château               | 50° 38′ 54″ nord, 5° 35′ 01″ est | 62063-CLT-0255-01   | Image manquanteTéléverser                  |
| Maison - Façades et toitures, à l'exclusion du pignon vers la rue Corémolin |                                    | Rue Sainte-Marguerite, nos 12-18                                     | Sainte-Marguerite          | 50° 38′ 45″ nord, 5° 33′ 46″ est | 62063-CLT-0254-01   | Maison                                     |
| Maison -Façade et toiture |                                    | Rue Sainte-Marguerite, no 100                                        | Sainte-Marguerite          | 50° 38′ 45″ nord, 5° 33′ 37″ est | 62063-CLT-0300-01   | Maison                                     |
| Maison - Façade et toiture |                                    | Rue Sainte-Marguerite, no 102                                        | Sainte-Marguerite          | 50° 38′ 45″ nord, 5° 33′ 36″ est | 62063-CLT-0531-01   | Maison                                     |
| Maison - Façade avant et toiture |                                    | Rue Sainte-Marguerite, no 247                                        | Sainte-Marguerite          | 50° 38′ 50″ nord, 5° 33′ 17″ est | 62063-CLT-0269-01   | Image manquanteTéléverser                  |
| Maison - Façade et toiture |                                    | Rue Sainte-Marguerite, no 325                                        | Sainte-Marguerite          | 50° 38′ 52″ nord, 5° 33′ 08″ est | 62063-CLT-0270-01   | Image manquanteTéléverser                  |
| Maison - Façade à rue et toitures |                                    | Rue Simonon, no 2                                                    | Guillemins                 | 50° 37′ 45″ nord, 5° 33′ 55″ est | 62063-CLT-0525-01   | Maison                                     |
| Maison - Façade et toiture |                                    | Rue Simonon, no 4                                                    | Guillemins                 | 50° 37′ 44″ nord, 5° 33′ 55″ est | 62063-CLT-0154-01   | Maison                                     |
| Maison - Façades et toitures |                                    | Rue Souverain-Pont, no 7                                             | Centre                     | 50° 38′ 40″ nord, 5° 34′ 29″ est | 62063-CLT-0331-01   | Maison                                     |
| Maison - Façade à rue et toiture |                                    | Rue Souverain-Pont, no 10                                            | Centre                     | 50° 38′ 40″ nord, 5° 34′ 28″ est | 62063-CLT-0321-01   | Maison                                     |
| Maison - Façade à rue et toiture |                                    | Rue Souverain-Pont, no 12                                            | Centre                     | 50° 38′ 40″ nord, 5° 34′ 28″ est | 62063-CLT-0332-01   | Maison                                     |
| Maison - Façade à rue et toiture |                                    | Rue Souverain-Pont, no 13                                            | Centre                     | 50° 38′ 39″ nord, 5° 34′ 30″ est | 62063-CLT-0333-01   | Maison                                     |
| Maison - Façade à rue et toiture |                                    | Rue Souverain-Pont, no 15                                            | Centre                     | 50° 38′ 39″ nord, 5° 34′ 30″ est | 62063-CLT-0318-01   | Maison                                     |
| Maison - Façade et toiture |                                    | Rue des Tanneurs, no 39                                              | Outremeuse                 | 50° 38′ 42″ nord, 5° 35′ 02″ est | 62063-CLT-0258-01   | Maison                                     |
| Maison - Façade avant et toiture |                                    | Rue Volière, no 31                                                   | Pierreuse                  | 50° 38′ 51″ nord, 5° 34′ 19″ est | 62063-CLT-0177-01   | Maison                                     |
| Maison - Plafond stuqué d'une pièce située en façade au premier étage |                                    | Rue Volière, no 35                                                   | Pierreuse                  | 50° 38′ 51″ nord, 5° 34′ 19″ est | 62063-CLT-0112-01   | Maison                                     |
| Maison - Façade à rue, deux façades sur cour intérieure et toiture |                                    | Rue Volière, no 47                                                   | Pierreuse                  | 50° 38′ 52″ nord, 5° 34′ 20″ est | 62063-CLT-0178-01   | Maison                                     |
| Maisons - Façades à rue et toitures |                                    | Rue Souverain-Pont, nos 9-11 et 11 A                                 | Centre                     | 50° 38′ 40″ nord, 5° 34′ 29″ est | 62063-CLT-0335-01   | Maison                                     |
| Manoir des Quatre Tourettes - Façades |                                    | Rue Saint-Léonard, no 535                                            | Saint-Léonard              | 50° 39′ 15″ nord, 5° 36′ 15″ est | 62063-CLT-0204-01   | Manoir des Quatre tourettes                |
| Mémorial Interallié et l'église du Sacré-Cœur et Notre-Dame de Lourdes - Mémorial Interallié, à l'exception des ascenseurs, de même que l'église du Sacré-Cœur et Notre-Dame de Lourdes (M). Établissement d'une zone de protection dans un périmètre reprenant les abords des deux monuments (ZP). | 1928 Joseph Smolderen              | Rue des Hirondelles                                                  | Cointe                     | 50° 37′ 11″ nord, 5° 34′ 06″ est | 62063-CLT-0430-01   | Mémorial Interallié                        |
| Mont Saint-Martin - Ensemble formé par le Mont Saint-Martin comprenant: a) les parcelles comprises entre les rues Trihay, Mont Saint-Martin, Saint-Hubert, Haute-Sauvenière, Basse-Sauvenière, des Bégards et les limites des parcelles rejoignant la rue Trihay; b) les façades et toitures des immeubles compris sur l'alignement nord de la rue Mont Saint-Martin; c) les façades et les toitures des immeubles se trouvant rue Saint-Hubert.         |                                    | Mont Saint-Martin                                                    | Saint-Laurent              | 50° 38′ 44″ nord, 5° 34′ 10″ est | 62063-CLT-0388-01   | Mont Saint-Martin                          |
| Monument aux Morts du Ier Régiment de Ligne, à l'ancienne caserne de la Chartreuse |                                    | Fort de la Chartreuse                                                | Grivegnée                  | 50° 37′ 58″ nord, 5° 35′ 48″ est | 62063-CLT-0220-01   | Image manquanteTéléverser                  |
| Muraille - Une partie de 7 à 8 mètres de muraille incorporée dans un pignon du XVIe siècle, sur la rive droite de la Meuse, en avant du Pont Maghin |                                    | Quai Sainte-Barbe                                                    | Outremeuse                 | 50° 38′ 43″ nord, 5° 35′ 05″ est | 62063-CLT-0207-01   | Muraille                                   |
| Mur d'enceinte de Payenporte |                                    | Rue Vivegnis                                                         | Saint-Léonard              | 50° 39′ 04″ nord, 5° 34′ 56″ est | 62063-CLT-0246-01   | Image manquanteTéléverser                  |
| Musée de la vie wallonne - Bâtiments constituant le cloître de l'ancien couvent des Frères Mineurs, actuellement Musée de la vie wallonne |                                    | Rue Moray                                                            | Hors-Château               | 50° 38′ 49″ nord, 5° 34′ 34″ est | 62063-CLT-0115-01   | Musée de la vie wallonne                   |
| Orgues de l'église Saint-Remacle |                                    | Rue Saint-Remacle                                                    | Amercœur                   | 50° 38′ 13″ nord, 5° 35′ 22″ est | 62063-CLT-0310-01   | Image manquanteTéléverser                  |
| Orgues de l'église Saint-François de Sales (démolie) |                                    | [ 1 ]                                                                | Laveu                      | 50° 37′ 47″ nord, 5° 33′ 31″ est | 62063-CLT-0323-01   | Image manquanteTéléverser                  |
| Opéra royal de Wallonie et le monument Grétry - Opéra royal de Wallonie (à l'exclusion du mobilier, des espaces techniques, des sols, des cloisons et des murs clôturant la salle et les loges) et le monument Grétry (à l'exclusion du décor floral et de la clôture), place de la République (M). Établissement d'une zone de protection limitée par la façade principale du théâtre et le petit parc autour du monument Grétry (ZP)                   | 1820 Auguste Duckers               | Place de l'Opéra                                                     | Quartier latin             | 50° 38′ 36″ nord, 5° 34′ 13″ est | 62063-CLT-0362-01   | Opéra royal de Wallonie et monument Grétry |
| Orgue Pereboom de l'église Sainte-Foy |                                    | Rues Commandant Marchand et Saint-Léonard                            | Saint-Léonard              | 50° 39′ 05″ nord, 5° 35′ 56″ est | 62063-CLT-0429-01   | Image manquanteTéléverser                  |
| Palais Curtius | 1597                               | Quai de Maestricht, no 13                                            | Hors-Château               | 50° 38′ 51″ nord, 5° 35′ 02″ est | 62063-CLT-0016-01   | Palais Curtius                             |
| Palais Curtius - Bâtiment formant extension du Musée Curtius | 1597                               | Féronstrée, no 134                                                   | Hors-Château               | 50° 38′ 51″ nord, 5° 35′ 01″ est | 62063-CLT-0023-01   | Palais Curtius                             |
| Palais Curtius - Le bâtiment principal - Façades et toitures, les trois porches d'entrée, les deux cheminées du premier étage (1604) et la peinture murale du rez-de-chaussée du Palais | 1597                               | Quai de Maestricht, no 13                                            | Hors-Château               | 50° 38′ 49″ nord, 5° 35′ 03″ est | 62063-PEX-0005-02   | Palais Curtius                             |
| Palais des Princes-Évêques - Certaines parties |                                    | Place Saint-Lambert                                                  | Centre                     | 50° 38′ 46″ nord, 5° 34′ 22″ est | 62063-CLT-0049-01   | Palais des Princes-Évêques                 |
| Palais des Princes-Évêques - L'ensemble des parties classées du Palais des Princes-Évêques à l'exception de la cour et des grilles devant la façade place Notger |                                    | Place Saint-Lambert                                                  | Centre                     | 50° 38′ 46″ nord, 5° 34′ 22″ est | 62063-PEX-0012-02   | Palais des Princes-Évêques                 |
| Parc de la Boverie et jardin d'acclimatation |                                    | Rue du Parc                                                          | Longdoz                    | 50° 37′ 51″ nord, 5° 34′ 27″ est | 62063-CLT-0203-01   | Parc de la Boverie                         |
| Passage Lemonnier - Les deux galeries (rotonde, façades et couverture) |                                    | Vinâve d'Île, rue Lulay des Fèbvres et rue de l'Université           | Quartier latin             | 50° 38′ 33″ nord, 5° 34′ 22″ est | 62063-CLT-0124-01   | Passage Lemonnier                          |
| Perron |                                    | Place du Marché                                                      | Centre                     | 50° 38′ 44″ nord, 5° 34′ 32″ est | 62063-PEX-0009-02   | Perron                                     |
| Place Joseph de Bronckart |                                    | Place Joseph de Bronckart                                            | Guillemins                 | 50° 37′ 47″ nord, 5° 33′ 52″ est | 62063-CLT-0278-01   | Place Joseph de Bronckart                  |
| Place Saint-Lambert - Établissement d'une zone de protection englobant la place et ses abords |                                    | Place Saint-Lambert                                                  | Centre                     | 50° 38′ 43″ nord, 5° 34′ 25″ est | 62063-CLT-0345-01   | Place Saint-Lambert                        |
| Place Saint-Paul |                                    | Place Saint-Paul                                                     | Quartier latin             | 50° 38′ 23″ nord, 5° 34′ 15″ est | 62063-CLT-0294-01   | Place Saint-Paul                           |
| Pont des Arches - Deuxième arche du Pont des Arches, construit au XIe siècle sur la Meuse, sise en sous-sol du numéro 2 de l'impasse du Vieux Pont des Arches |                                    | Impasse du Vieux Pont des Arches, no 2                               | Centre                     | 50° 38′ 40″ nord, 5° 34′ 41″ est | 62063-CLT-0319-01   | Image manquanteTéléverser                  |
| Ponts sur la Meuse et l'Ourthe, dits pont de Fragnée et pont de Fétinne - Les ponts à l'exclusion des aires de roulage des véhicules (M) et le square Gramme situé au confluent de la Meuse et de l'Ourthe (S) |                                    | Pont de Fragnée et pont de Fétinne                                   | Angleur Fétinne Guillemins | 50° 37′ 16″ nord, 5° 34′ 50″ est | 62063-CLT-0165-01   | Pont de Fragnée et pont de Fétinne         |
| Pont de Fragnée |                                    | Pont de Fragnée                                                      | Angleur Guillemins         | 50° 37′ 15″ nord, 5° 34′ 46″ est | 62063-PEX-0021-02   | Pont de Fragnée                            |
| Pont Marcotty sur le canal de l'Ourthe - Pont levant et ouvrages de pierre le bordant, vers la darse et le canal, rue Joseph Marcotty et écluse donnant accès au canal de l'Ourthe, deux vannes et ouvrages de pierre la bordant |                                    | Rue Joseph Marcotty                                                  | Angleur                    | 50° 37′ 09″ nord, 5° 34′ 54″ est | 62063-CLT-0298-01   | Pont Marcotty                              |
| Pont de Wandre |                                    | Pont de Wandre                                                       | Wandre                     | 50° 40′ 23″ nord, 5° 38′ 40″ est | 62063-CLT-0205-01   | Pont de Wandre                             |
| Pont de Wandre |                                    | Pont de Wandre                                                       | Wandre                     | 50° 40′ 23″ nord, 5° 38′ 40″ est | 62063-PEX-0022-02   | Pont de Wandre                             |
| Pont Mativa | 1904-1905 François Hennebique      | Pont Mativa                                                          | Vennes                     | 50° 37′ 30″ nord, 5° 34′ 45″ est | 62063-CLT-0601-01   | Passerelle Mativa                          |
| Portail du couvent des Capucins - Côté à rue et faîte |                                    | Rue des Anglais, no 36                                               | Pierreuse                  | 50° 38′ 51″ nord, 5° 34′ 09″ est | 62063-CLT-0183-01   | Portail                                    |
| Presbytère de l'église Saint-Jacques (dit hôtel Baral) : façades, toiture, salon orné de peintures, stucs du bureau du rez-de-chaussée | 1788                               | Place Saint-Jacques, no 8                                            | Quartier latin             | 50° 38′ 16″ nord, 5° 34′ 10″ est | 62063-CLT-0275-01   | Église Saint-Jacques-le-Mineur             |
| Site urbain du Péri |                                    | Au Péri                                                              | Pierreuse                  | 50° 38′ 54″ nord, 5° 34′ 28″ est | 62063-CLT-0208-01   | Site urbain du Péri                        |
| Site du Vieux-Jupille |                                    |                                                                      | Jupille                    | 50° 38′ 47″ nord, 5° 37′ 52″ est | 62063-CLT-0223-01   | Image manquanteTéléverser                  |
| Site de Bernalmont |                                    | Rue des Petites Roches                                               | Thier-à-Liège              | 50° 39′ 43″ nord, 5° 36′ 29″ est | 62063-CLT-0285-01   | Image manquanteTéléverser                  |
| Site du Fond-Saint-Servais/Volière |                                    | Rues Fond Saint-Servais et Volière                                   | Pierreuse                  | 50° 38′ 53″ nord, 5° 34′ 21″ est | 62063-CLT-0287-01   | Site du Fond-Saint-Servais/Volière         |
| Site urbain de la rue Bonne Fortune |                                    | Rue Bonne Fortune                                                    | Quartier latin             | 50° 38′ 25″ nord, 5° 34′ 20″ est | 62063-CLT-0347-01   | Site urbain de la rue Bonne Fortune        |
| Site de Favechamps composé d'un verger hautes tiges et d'un terrain boisé |                                    | Favechamps                                                           | Pierreuse                  | 50° 38′ 58″ nord, 5° 34′ 10″ est | 62063-CLT-0353-01   | Site de Favechamps                         |
| Synagogue de Liège - Totalité de la synagogue | 1899 Joseph Rémont                 | Rue Léon Frédéricq, no 19                                            | Longdoz                    | 50° 38′ 01″ nord, 5° 34′ 34″ est | 62063-CLT-0421-01   | Image manquanteTéléverser                  |
| Théâtre du Trocadéro - Certaines parties du théâtre du Trocadéro à savoir : la façade à rue à l'exception du rez-de-chaussée, la totalité des toitures, y compris la charpente métallique, et la salle de spectacle, à l'exception des sièges. |                                    | Rue Lulay-des-Fèbvres, no 6                                          | Quartier latin             | 50° 38′ 32″ nord, 5° 34′ 18″ est | 62063-CLT-0425-01   | Théâtre du Trocadéro                       |
| Tombe du docteur Jean-Pierre Paul Bovy, au cimetière de la Diguette |                                    | Devant l'Aîte                                                        | Angleur                    | 50° 36′ 34″ nord, 5° 36′ 13″ est | 62063-CLT-0279-01   | Image manquanteTéléverser                  |
| Tour cybernétique de Liège de Nicolas Schöffer - L'ensemble de la Tour et les composantes matérielles ayant permis la réalisation du programme aléatoire et le spectacle luminodynamique Formes et lumières | 1961 Nicolas Schöffer              | Esplanade de l'Europe, no 1                                          | Longdoz                    | 50° 37′ 44″ nord, 5° 34′ 30″ est | 62063-CLT-0354-01   | Tour cybernétique                          |
| Tour cybernétique de Liège de Nicolas Schöffer - L'ensemble de la tour et ses composantes matérielles | 1961 Nicolas Schöffer              | Esplanade de l'Europe, no 1                                          | Longdoz                    | 50° 37′ 44″ nord, 5° 34′ 30″ est | 62063-PEX-0026-02   | Tour cybernétique                          |
| Tour Rosen | 1516                               | Rue Bovy, no 19                                                      | Guillemins                 | 50° 37′ 28″ nord, 5° 34′ 09″ est | 62063-CLT-0214-01   | Tour Rosen                                 |
| Université de Liège - L'intérieur de la salle académique, de la salle de l'horloge et de salle de lecture des périodiques |                                    | Place du XX août, no 20                                              | Quartier latin             | 50° 38′ 26″ nord, 5° 34′ 34″ est | 62063-CLT-0100-01   | Salle académique de l'Université de Liège  |
| Université de Liège - L'extérieur et l'intérieur de la salle académique à l'exception du mobilier |                                    | Place du XX août, no 7                                               | Quartier latin             | 50° 38′ 26″ nord, 5° 34′ 34″ est | 62063-PEX-0016-02   | Salle Académique de l'Université de Liège  |
| Villa l'Aube de Gustave Serrurier-Bovy - La Villa ainsi que la barrière du jardin sises avenue de Cointe no 2 - (M) et établissement d'une zone de protection (ZP) | Gustave Serrurier-Bovy             | Avenue de Cointe, no 2                                               | Cointe                     | 50° 36′ 59″ nord, 5° 33′ 50″ est | 62063-CLT-0360-01   | Villa l'Aube                               |
| Villa l'Aube de Gustave Serrurier-Bovy | Gustave Serrurier-Bovy             | Avenue de Cointe, no 2                                               | Cointe                     | 50° 36′ 59″ nord, 5° 33′ 50″ est | 62063-PEX-0027-02   | Villa l'Aube                               |